# Кэмпбелл, Фредерик, 3-й граф Кодор
Фредерик Арчибальд Воган Кэмпбелл, 3-й граф Кодор (англ. Frederick Archibald Vaughan Campbell, 3rd Earl Cawdor; 13 февраля 1847, Виндзор, Беркшир — 8 февраля 1911, Лондон) — британский дворянин и консервативный политик. Он носил титул учтивости — виконт Эмлин с 1860 по 1898 год. Некоторое время он служил первым лордом Адмиралтейства с марта по декабрь 1905 года.

## Происхождение и образование

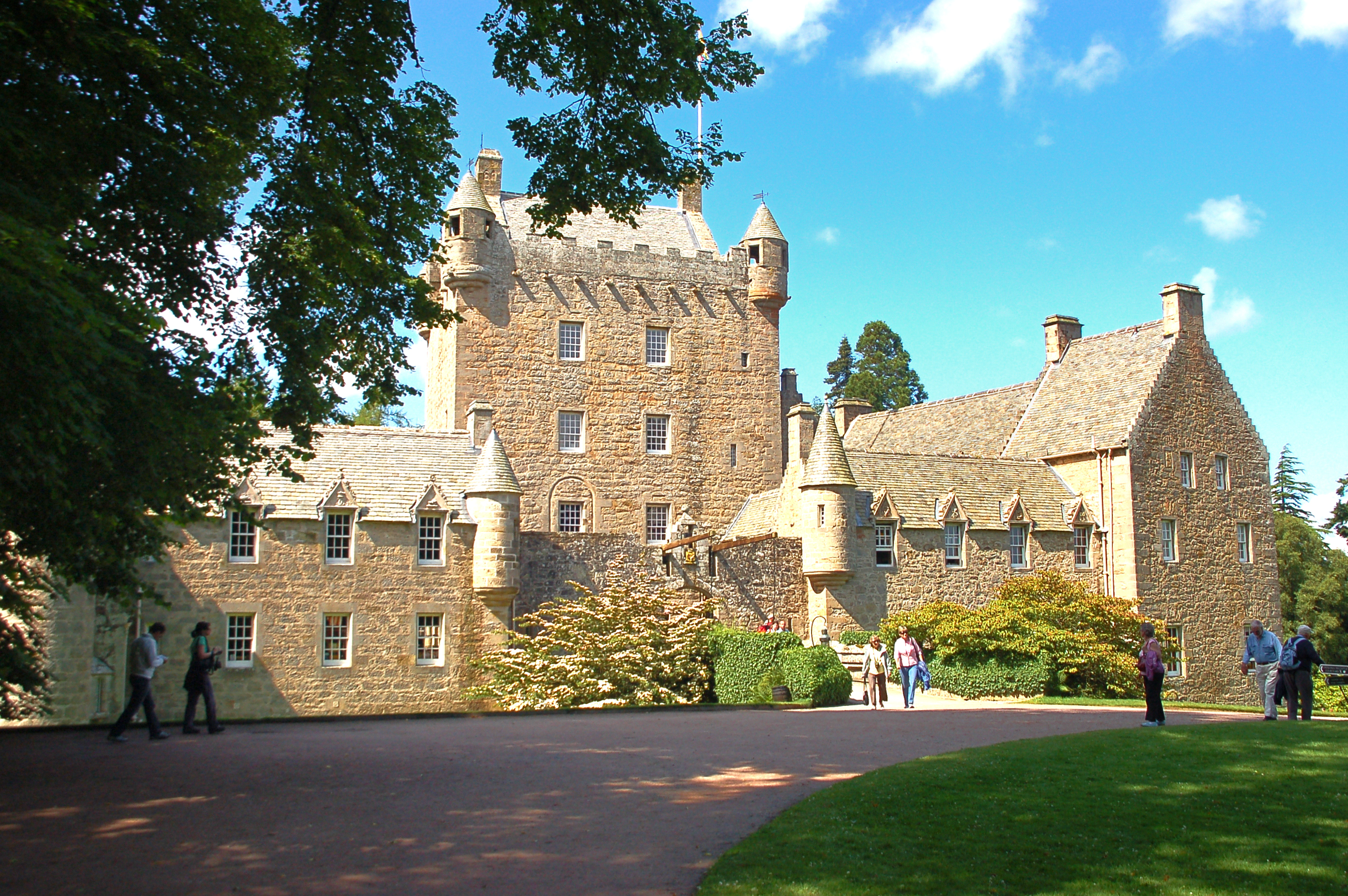
Замок Кодор, Нэрншир, Шотландия

Родился 13 февраля 1847 года в Виндзоре, графство Беркшир. Старший сын Джона Кэмпбелла, 2-го графа Кодора (1817—1898), и Сары Мэри Комптон Кавендиш (1813—1881), дочери генерала достопочтенного Генри Кавендиша (1789—1873), сына Джорджа Кавендиша, 1-го графа Берлингтона, и леди Элизабет Комптон. Он получил образование в Итоне и Крайст-Черч в Оксфорде. Он вырос в семейных поместьях на юге Уэльса, и его совершеннолетие в 1868 году стало важным событием в городе Лландейло. В 1874 году он был назначен заместителем лейтенанта графства Инвернесс .
К 1880-м годам поместье его отца приносило годовой доход в размере 45 000 фунтов стерлингов в год.

## Член парламента от Кармартеншира
Лорд Кодор был членом парламента от консервативной партии Кармартеншира с 1874 по 1885 год. В 1885 году округ был разделен на две части, и виконт Эмлин решил оспаривать новый округ Западный Кармартеншир, хотя большая часть его семейной собственности находилась в восточной части графства. Его шансы там казались незначительными, учитывая рост промышленного населения, который был ключевым фактором в триумфе кандидата от либералов Эдварда Сарториса на парламентских выборах 1868 года. Против виконта Эмлина выступил другой действующий член, либерал Уолтер Райс Пауэлл, который сам был бывшим сторонником консерваторов, впервые заявивший о своей поддержке либералов на выборах 1874 года. Теперь Пауэлл заявил, что перед либералами он обязан выступить против Эмлина.
Сообщалось, что консерваторы были уверены в своих шансах в Западном Кармартеншире на том основании, что это в основном сельскохозяйственный округ. Однако электорат в округе увеличился более чем вдвое, а электорат 1885 года только в Западном дивизионе превысил электорат объединённого округа в 1880 году. Победа Пауэлла положила конец карьере Эмлина в политике Кармартеншира.

## Поздняя карьера
Он унаследовал титул графа в 1898 году и некоторое время служил в правительстве премьер-министра Артура Бальфура в качестве Первого лорда Адмиралтейства. Лорд Кодор принял ведущее участие в оппозиции консерваторов бюджету Дэвида Ллойд Джорджа 1909 года и в разработке резолюций о реформе Палаты лордов в 1910 году. Он также активно выступал против Закона о жилищном строительстве и городском планировании 1909 года.  
Он также участвовал в местных делах Пембрукшира и, будучи председателем Великой Западной железной дороги с 1895 по 1905 год, значительно улучшил качество обслуживания. В 1903 году Джозеф Чемберлен назвал его «лучшим ныне живущим председателем». В 1904 году он был избран без сопротивления членом Совета графства Пембрукшир, чтобы представлять приход Каслмартин.
Лорд Кодор был офицером Королевской Кармартенской артиллерии, подразделения ополчения, где он был подполковником, командующим с 24 сентября 1892 года до выхода в отставку 5 ноября 1902 года. За эти годы он получил звание полковника и был назначен помощником адъютанта короля Эдуарда VII.

## Семья

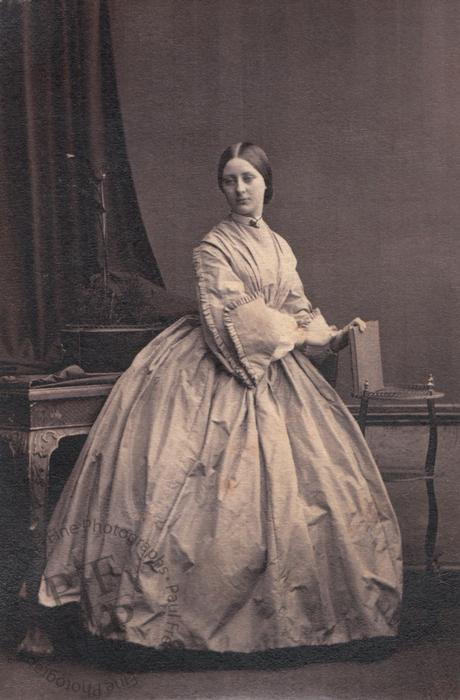
Эдит Джорджиана Тернор, графиня Кодор

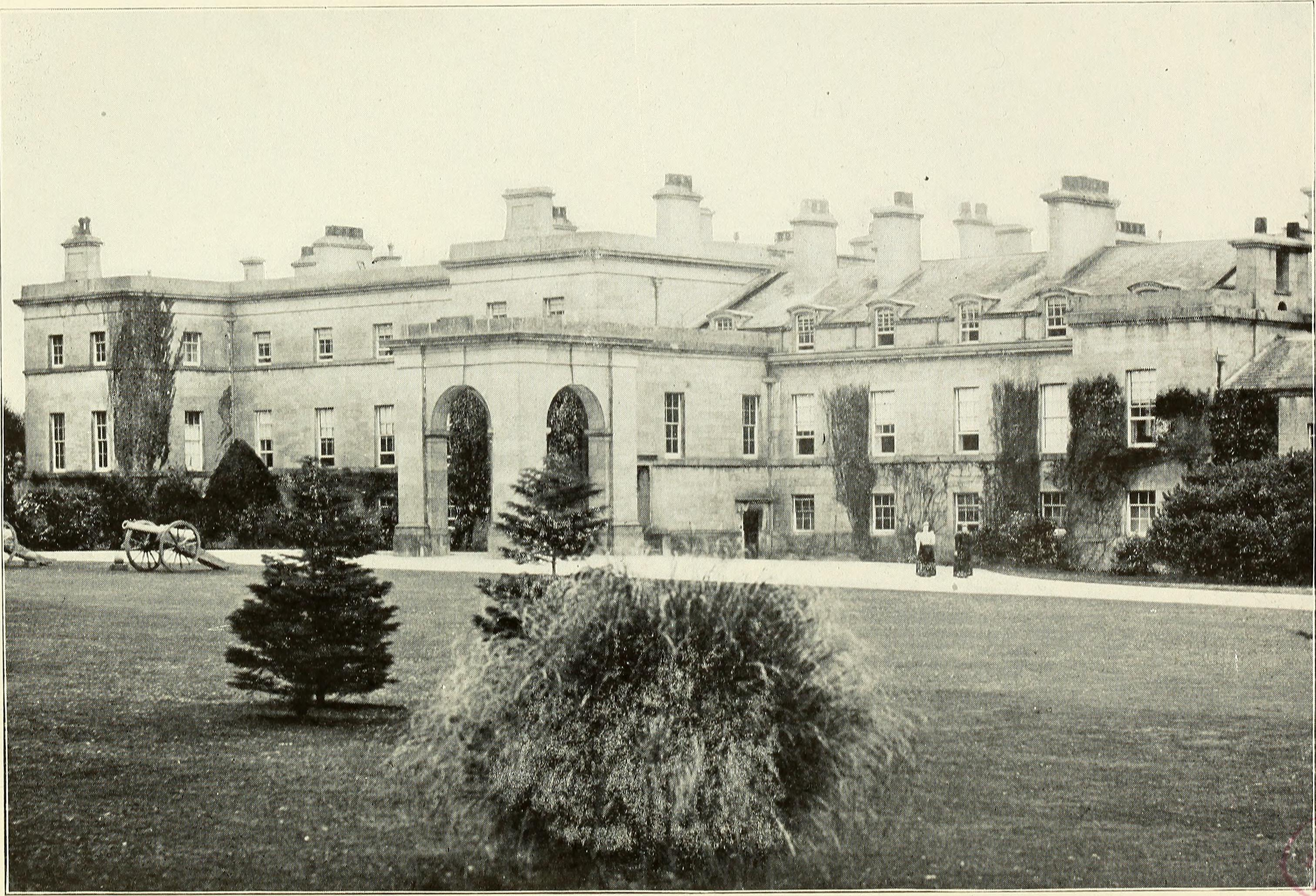
Стэкпол-Корт, Пембрукшир, Уэльс. В снесенном особняке было 150 комнат.

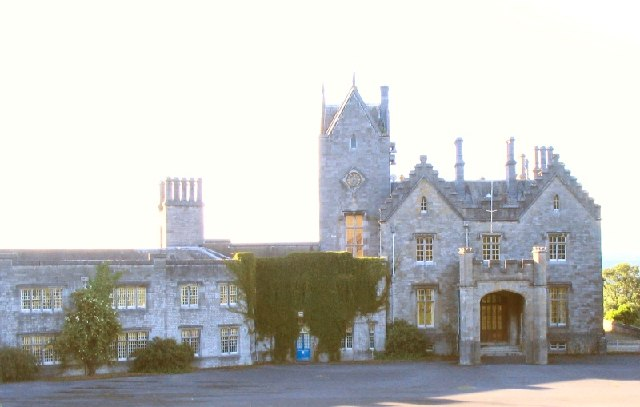
Голден Гроув, Кармартеншир, Уэльс

16 сентября 1868 года в Сток-Рочфорд-холле лорд Кодор женился на Эдит Джорджиане Тернор (20 января 1844 — 2 сентября 1926), дочери en:Christopher Turnor (MP) Кристофера Тернора и леди Кэролайн Финч-Хаттон, дочери 10-го графа Уинчилси. В основном они живут в Лондоне по адресу Саут-Одли-стрит, 74 . У них было десять детей:
- Леди Эдит Алин Кэролайн Кэмпбелл (11 июля 1869 — 20 мая 1944), жена Чарльза Фергюсона
- Хью Фредерик Воган Кэмпбелл, 4-й граф Кодор (21 июня 1870 — 7 января 1914), родился в замке Кодор. Был женат на Джоан Тинн, внучке лорда Джона Тинна
- Преподобный достопочтенный Найджел Кэмпбелл (18 ноября 1873 — 20 июля 1951), женился на Вайолет Керр, правнучке Уильяма Керра, 6-го маркиза Лотиана
- Леди Мэйбл Марджори Кэмпбелл (24 февраля 1876 — 13 января 1966), вышла замуж за сэра Генри Бересфорда-Пирса, 4-го баронета[англ.]
- Достопочтенный Ральф Александр Кэмпбелл (18 февраля 1877 — 1 августа 1945), женился на Марджори Теофиле Фаулер
- Леди Лилиан Кэтрин Кэмпбелл (13 июля 1879 — 2 января 1918), вышла замуж за Ричарда Бересфорда-Пирса, сына 3-го баронета
- Достопочтенный Элидор Рональд Кэмпбелл (7 мая 1881 — 15 декабря 1957), женат на Вайолет Бульвер-Марш
- Достопочтенный Ян Малкольм Кэмпбелл (17 ноября 1883 — 11 марта 1962), женат на Мэрион Стирлинг
- Майор достопочтенный Эрик Октавиус Кэмпбелл (3 декабря 1885 — 4 июня 1918)
- Леди Мюриэл Дороти Кэмпбелл (25 июля 1887 — 23 октября 1934).

Они поселились в Golden Grove, прежде чем переехать в свое более просторное здание Stackpole Court. Перепись 1891 года зафиксировала, что семья в Стэкполе имела 23 слуги, а к 1901 году их число увеличилось до 25 слуг.
Он умер в феврале 1911 года в возрасте 63 лет, и ему наследовал графство его старший сын Хью. Леди Кодор умерла в 1926 году.